# Gornji Marinkovac
Gornji Marinkovac is een plaats in de gemeente Dubrava in de Kroatische provincie Zagreb. De plaats telt 157 inwoners (2001).